# Samsung Galaxy (smartphone)
Il Samsung Galaxy, conosciuto anche come Samsung i7500, è il primo smartphone prodotto da Samsung a utilizzare il sistema operativo Android e il primo dispositivo della serie Samsung Galaxy. È stato annunciato il 27 aprile del 2009. Il suo successore è il Samsung i5700.

## Caratteristiche
Samsung i7500 è uno smartphone 3.5G, con GSM quadri-banda ed annunciato con HSDPA (900/1700/2100) a 7.2 Mbit/s (comunque, le pagine ufficiali di Samsung per la Danimarca, Finlandia, Norvegia e Svezia menzionano solo un dual-band UMTS 900/2100). Il telefono dispone di touch screen capacitivo da 3.2 pollici AMOLED, fotocamera da 5 megapixel con autofocus e flash a LED e bussola digitale. Diversamente dal primo telefono Android, l'HTC Dream (G1), il i7500 ha un connettore jack per cuffia da 3.5mm standard, ed un pad direzionale al posto della trackball.
Per quanto riguarda il software, l'i7500 offre una suite di servizi Google Mobile, tra cui Google Search, Gmail, YouTube, Google Calendar e Google Talk. Il GPS del telefono abilita alcuni servizi aggiuntivi di Google Maps come My Location, e Google Latitude. Supporta anche la riproduzione di MP3, AAC (tra cui i download di iTunes Plus) (solo il codec, non il formato. acc), e i video H.264. Una versione beta del servizio Spotify di streaming di musica è ora disponibile per il cellulare attraverso l'Android Marketplace.

## Disponibilità
L'i7500 è stato venduto in Austria, Germania, Italia ed Israele. È disponibile in Francia attraverso Bouygues Télécom, a cui è stato dato il nome "Samsung Galaxy", poi da agosto del 2009 in Polonia distribuito da Play Mobile, in Serbia da Telenor Serbia, in Croazia da Vipnet ed in Slovenia da Mobitel.
Ci si attende che il cellulare sia disponibile anche in altri paesi attraverso T-Mobile, tra cui gli USA.
Il telefono è disponibile in Turchia dal 14 settembre 2009 attraverso Turkcell.
Il i7500 è stato distribuito in agosto nel Regno Unito da O2 con l'esclusiva per 4 settimane. Malgrado l'annuncio, il telefono è stato reso disponibile ad utenti nuovi e preesistenti sul sito di O2 da sabato 29 agosto 2009.
Ad ottobre 2009, è stato il primo telefono Android uscito sul mercato del Brasile, attraverso TIM.
L'operatore irlandese O2 ha iniziato la vendita nel novembre 2009.
Il Samsung i7500L è disponibile in Canada col nome Samsung Galaxy attraverso Bell Mobility e Rogers Wireless. In Spagna è venduto da Yoigo solitamente con Android 1.5, anche chiamato Android "Cupcake".
L'i7500 è venduto in India da parte di Tata Docomo, a Taiwan, in China ed a Hong Kong. Le vendite in India sono state minori delle attese.

## Critiche
A causa della mancanza di update del firmware, Samsung ha ricevuto molte critiche da parte degli utenti del Galaxy. È anche iniziata una petizione che richiedeva gli aggiornamenti attuali e futuri. Nel 2010 già 8000 persone l'avevano firmata.
In alcuni paesi, Samsung ha aggiornato il firmware a Donut (1.6). Gli utenti di altri paesi possono scaricare e installare manualmente tale aggiornamento (operazione che invalida la garanzia).